# Chansons de Philippe Soupault
Les Chansons de Philippe Soupault sont un cycle de mélodies pour voix et piano de la compositrice française Claude Arrieu, écrit en 1962.

## Contexte et création
Claude Arrieu compose ses Chansons de Philippe Soupault en 1962 sur des poèmes extraits du recueil Chansons 1921-1937, de Philippe Soupault. Le cycle est publié chez Amphion en 1964.

## Structure
Le cycle comprend cinq mélodies :
1. Chanson du rémouleur
2. Pour la liberté
3. Ah, bien c'est du joli
4. Funèbre
5. Dame de cœur